# Associació de Professionals de Circ de Catalunya
L'Associació de Professionals de Circ de Catalunya (APCC) és una entitat que aglutina els professionals del circ de Catalunya. És interlocutor amb les administracions i promou la formació, producció i professionalització del sector. El 2009 va rebre el Premi Nacional de Cultura. L'entitat es creà el desembre del 2004 en unes Jornades sobre Circ Memorial Joan Armengol celebrades a l'Ateneu Popular de Nou Barris. El va precedir Associació de Circ de Catalunya (ACC), que es va fundar el 1991 i va estar activa fins al 1998. El 2005 va instaurar el Premi Nacional de Circ, emmarcat en els Premis Nacionals de Cultura, que fins al 2013 va fomentar el reconeixement del circ com a art escènica.
En depèn La Central del Circ - Fàbrica de Creació de Circ de Barcelona, un espai per a la creació d'espectacles de circ que posa a disposició de l'artista recursos per a l'entrenament, assaig, creació, investigació i formació continuada. Situada al Parc del Fòrum de Barcelona, amb una superfície de més de 3.000 m², La Central del Circ acompanya el i la professional en totes les àrees i fases del seu treball, des de l'entrenament quotidià o la cessió d'espais i material fins a l'assessorament per a la creació i producció d'espectacles de circ. La Central del Circ és una iniciativa de l'Ajuntament de Barcelona amb el suport de la Generalitat de Catalunya.
Circat és una iniciativa de l'entitat amb el suport del Departament de Cultura de la Generalitat de Catalunya (DC) i l'Institut Ramon Llull (IRL). El seu objectiu és ser una eina on poder trobar recursos per a la internacionalització del circ català.